# Ben Keating
Benjamin Edward "Ben" Keating (Tomball, Texas, 18 augustus 1971) is een Amerikaans ondernemer en autocoureur.

## Carrière

### Ondernemer
Keating ontving in 1996 zijn ingenieursdiploma van de Texas A&M-universiteit. Vervolgens ging hij aan de slag als sales manager bij de autodealer van zijn vader. In 2002 begon hij voor zichzelf. In de jaren die volgden kwam hij in het bezit van tien autogarages, verspreid door heel Texas, die Chryslers, Dodges, Jeeps en Rams verkochten.

### Autocoureur
Keating begon zijn autosportcarrière in 2006, nadat hij van zijn vrouw een weekendcursus racen als kerstcadeau had gekregen. Dat jaar kwam hij uit in een aantal races van de Viper Racing League. In 2007 werd hij vaste coureur in dit kampioenschap en werd hij direct kampioen. Vervolgens stapte hij over naar de Dodge Viper Cup. In 2010 werd hij tweede in de klasse, voordat hij in 2011 kampioen werd.
In 2011 debuteerde Keating in de Rolex Sports Car Series en de American Le Mans Series. In 2014 werden deze kampioenschappen vervangen door het IMSA SportsCar Championship. Tot 2019 was hij als vaste coureur actief in deze klasse, waarin hij in totaal veertien zeges behaalde. Hij reed voornamelijk in de GTD-klasse, waarin hij in 2016 tweede en in 2018 derde werd met Jeroen Bleekemolen als teamgenoot.
In 2015 reed Keating voor het eerst in de 24 uur van Le Mans. In 2018 behaalde hij zijn eerste podiumplaats in de GTE Am-klasse voor zijn eigen team Keating Motorsport; hij werd met Bleekemolen en Luca Stolz derde. In het seizoen 2019-2020 reed hij zijn eerste volledige seizoen in het FIA World Endurance Championship (WEC), waarin hij uitkwam voor het Team Project 1. Samen met Bleekemolen en Larry ten Voorde won hij de 8 uur van Bahrein en hij werd zesde in de LMGTE Am-klasse.
In 2021 werd Keating samen met Mikkel Jensen kampioen in de LMP2-klasse van het IMSA SportsCar Championship met vier zeges in acht races. In het WEC reed hij samen met Felipe Fraga en Dylan Pereira in de LMGTE Am-klasse voor het team TF Sport en won hij de 6 uur van Bahrein. Zij eindigden achter Nicklas Nielsen, François Perrodo en Alessio Rovera als tweede in het klassement.
In 2022 werd Keating, samen met Marco Sørensen, voor het eerst wereldkampioen in de LMGTE Am-klasse van het WEC. Samen met Sørensen en Henrique Chaves won hij de 24 uur van Le Mans en hij zegevierde ook in de 6 uur van Fuji. In 2023 stapte hij over naar Corvette Racing en prolongeerde hij zijn titel met Nick Catsburg en Nicolás Varrone als teamgenoten. Het trio won drie van de eerste vier races van het seizoen, waaronder de 24 uur van Le Mans, en werd twee races voor het eind van het seizoen tot kampioen gekroond.